# Réalisme juridique
Le réalisme juridique (legal realism) est un ensemble de courants doctrinaux de la théorie du droit qui comprennent le système juridique comme étant de nature purement factuelle, se distanciant ainsi de la métaphysique et des visions plus idéalistes du droit. Généralement, les tenants du réalisme juridique ont tendance à comprendre la décision judiciaire (qui serait un acte de volonté politique) comme le véritable moment de détermination du droit. Ses principales versions se sont développées aux États-Unis et dans les pays scandinaves avec des formulations théoriques différentes, mais elles ont également gagné de la place dans d'autres pays.
Quand on dit que le réalisme s'occupe de faits, et que l'objet intéressant les réalistes est le fait, cela ne fait pas référence aux faits quotidiens, ni aux faits sociaux. C'est bien plus la décision judiciaire qui est concernée, car, pour cet ensemble de courants doctrinaux, le droit est ce que font les tribunaux et non ce qu'ils sont censés faire ou ce que les sources du droit lui indiquent de faire.

## Le réalisme juridique aux États-Unis
Aux États-Unis, le réalisme juridique a commencé à être largement discuté dans la première moitié du XXe siècle, en commençant à centrer l'étude du droit sur les actions du juge, et en considérant que c'est le droit appliqué concrètement qui doit être étudié par les juristes, plutôt que la morale, la justice ou les normes juridiques. Ainsi, pour comprendre le droit, il suffirait de comprendre comment le juge pense et décide : « le droit est ce que le juge dit qu'il est ».

### Principaux auteurs
Les auteurs les plus éminents de la théorie réaliste sont Karl N. Llewellyn, Jerome Frank et Felix S. Cohen, avec Oliver Wendell Holmes comme l'un de ses précurseurs les plus importants. D'autres auteurs que l'on peut également citer sont Joseph W. Bingham, William Orville Douglas, Thurmond W. Arnold, William Fisher, Lon Fuller, Anthony Sebok, entre autres.

### Principaux arguments
Pour le réalisme juridique nord-américain, la science du droit doit traiter de deux questions majeures : que décide le juge dans une affaire donnée, et que décidera-t-il dans une situation sur laquelle il n'a pas encore statué ?
Comme l’a défini le réaliste Jerome Frank, « le droit, par rapport à toute situation factuelle, est soit (a) le droit présent, c’est-à-dire une décision passée spécifique observée par rapport à cette situation, soit (b) le droit probable, c’est-à-dire, une supposition concernant une décision future spécifique» .
En d’autres termes, les réalistes voient le droit comme le résultat de décisions judiciaires, et la science du droit doit alors viser à la fois à analyser les décisions judiciaires antérieures et à prédire comment certaines questions seront tranchées – autant que possible, car pour le réalisme, le droit est le fruit exclusif de l’esprit des juges et est donc doté d’un haut degré d’incertitude.
De cette brève description du réalisme, il ressort clairement que ce courant ne s’intéresse pas à la norme juridique comme base pour définir le droit. Pour le réalisme, la norme juridique ne prend son sens qu'au moment où elle est interprétée par le juge, qui est alors l'agent qui crée la loi. La norme n'est plus qu'une référence à partir de laquelle le juge, confronté à un cas précis, dira ce l'état du droit. Le juriste ne peut qu'analyser son comportement et, au mieux, tenter de prédire sa décision.
Le devrait-être, pour les réalistes, est indifférent. Le droit est constitué d'états de fait et de décisions concrètes, et les spéculations sur la manière dont un cas particulier devrait être jugé sont inutiles. La hiérarchie normative et la logique juridique sont donc insignifiantes pour le juriste, qui doit seulement mener la nécessaire étude des décisions judiciaires.
Il convient de rappeler que cette théorie a été développée aux États-Unis, où le système juridique est celui de la common law, et où la constitution est rigide et fondée sur des principes, et où les juges sont élus. Un tel système de common law met donc l'accent sur les décisions judiciaires comme constituant des leading cases (des précédents), plutôt que sur les lois codifiées (comme en droit civil). Ainsi, à travers la tradition américaine, il est possible de comprendre l’émergence d’un réalisme juridique adapté à ces conditions, un réalisme nord-américain, comme un courant doctrinal qui valorise les décisions judiciaires mieux que tout autre facteur susceptible de définir le droit.
Si, d'une part, le réalisme juridique rejette la définition du droit par la norme juridique (comme dans le positivisme juridique), il rejette également toute définition morale (moralisme juridique). En effet, le réalisme juridique ne nie pas que les décisions judiciaires peuvent contenir une part d'idéalisme et de moralité de la part des juges; cependant, ce courant ne considère pas que la justice et la moralité soient des facteurs déterminants dans la définition du droit. Autrement dit : pour le réalisme, le fait qu'une décision donnée soit chargée ou non d'éléments moraux est sans importance, et le juriste qui procède à une critique morale d'une décision se fourvoie, car il ne doit s'en tenir qu'à une analyse empirique des décisions judiciaires.
Le réalisme juridique peut être résumé par la définition qu'en fait Karl N. Llewellyn dès 1930 : « Ce que font les praticiens du droit en matière de conflits, c'est là à mon avis le droit lui-même» .

#### Le droit comme prédiction
(avril 2024).
La théorie prédictive du droit est un principe de l'école réaliste selon laquelle les sciences juridiques sont avant tout dédiées à la prédiction des futures décisions de justice. Cette idée a notamment été formulée de deux manières par l'Américain pragmatiste Oliver Wendell Holmes Jr. et le Danois Alf Ross, lequel cherchait davantage à expliquer la validité sociale du droit que sa pratique.

### Critiques
Le réalisme juridique nord-américain a suscité plusieurs critiques. L’une d’elles est que le réalisme juridique échouerait parce qu’il néglige l’analyse des normes juridiques. Selon ces critiques, si le réalisme juridique était suivi à la lettre, le juge aurait la liberté de décider comme bon lui semble, sans nécessairement adhérer aux règles du système judiciaire, ce qui n'aurait aucun sens. Cette vision du droit serait donc trop extrémiste et, paradoxalement, hors de la réalité des juristes et des forces de l’ordre, qui ne cessent jamais d’analyser ce que dit la norme juridique.
Selon Hart (représentant du positivisme juridique), l'existence même d'un tribunal présuppose l'existence de normes qui accordent compétence à ce tribunal. Si les normes ne valaient rien, l’autorité propre du tribunal cesserait d’exister. D’un autre côté, toujours selon Hart, les lois ne peuvent pas être considérées comme de simples instruments permettant de prédire ce qui pourra être décidé ; ce sont simplement des modèles juridiques de conduite acceptées par l'ensemble de la société, y compris les magistrats.
Ronald Dworkin (représentant du moralisme juridique) critique également le réalisme, estimant qu'en s'en tenant uniquement à ce qui a été ou sera probablement décidé par les juges, il échoue à faire une analyse critique de ce qui devrait être décidé par ces juges. Selon cette critique, la théorie réaliste du droit finirait par être irréaliste, dans la mesure où les juristes analysent invariablement de manière critique les décisions judiciaires d'après leur degré de justice et de moralité.

## Réalisme juridique scandinave
Une autre version est le réalisme juridique scandinave, qui s'est développé principalement en Suède. Se différenciant de la version nord-américaine, ce réalisme peut être vu comme un courant doctrinal axé sur l'étude des concepts juridiques fondamentaux, ainsi que sur l'ensemble des comportements et des postures émotionnelles des destinataires du droit. Fondée par Axel Hägerström (1868-1939), l'« école d'Uppsala » a été fondée par Karl Olivecrona (1897-1980), Alf Ross (1899-1979) et Anders Vilhelm Lundstedt (1882-1955).
En général, le réalisme juridique scandinave a principalement voulu dénoncer un ensemble de fictions, de fantasmes et de métaphysiques habituellement utilisées dans l’étude du droit. Au lieu de considérer « le droit comme de la magie ou du mysticisme », il était nécessaire pour eux de voir comment fonctionne réellement la « machine juridique ».
Pour Olivrecrona, par exemple, l’obligation de la loi est le produit de l'imagination, de superstitions et de croyances. Cette « force obligatoire du droit » n'est pas un fait, car elle n'a pas sa place « dans le monde réel, le monde du temps et de l'espace » et ne serait qu'une idée de l'esprit humain. .
Alf Ross a été l’un des principaux critiques du réalisme juridique américain, mais il a également critiqué le positivisme juridique. En adoptant un ton conciliant entre les deux écoles de pensée, il a proposé que la notion de validité juridique dépendrait de ce qui est effectivement mis en œuvre par le juge, mais il a également admis qu'il existe des règles prédéfinies qui lient le juge. En d'autres termes, il serait impossible de dire que l'ensemble du système juridique est exactement ce qui est affirmé par les juges dans leur prise de décision, car il existe certaines règles (comme, par exemple, les règles de compétence) qui définissent les conditions minimales pour autoriser que la décision soit rendue.

## Le réalisme juridique dans d'autres pays
En France, Michel Troper a développé une « théorie réaliste de l'interprétation » qui consiste non seulement à définir l'interprétation comme un acte de la volonté du juge, mais aussi comme un élément central de la théorie du droit. En ce sens, l'interprétation juridique se confond avec l'application du droit lui-même dans chaque cas spécifique, et le droit n'existe que lorsqu'il est interprété et appliqué.
Le juriste polonais Leon Petrazycki est également souvent cité comme l'un des fondateurs possibles d'un réalisme juridique polono-russe. Cependant, sa manière de voir le droit se rapproche davantage d'une vision sociologique, se rapprochant d'Eugen Ehrlich et du pluralisme juridique.
Au Brésil, « l'École de Recife » fut l'une des premières réactions en faveur d'un « positivisme sociologique », voire d'un réalisme juridique qui mettrait à distance la métaphysique et le droit naturel. Actuellement, on étudie principalement une approche rhétorique à travers la pensée de João Maurício Adeodato qui réduit le droit à des rapports linguistiques intersubjectifs (« rapports gagnants ») et qui condamne une vision ontologique du droit.

## Différenciation entre réalisme juridique, juspositivisme et jusmoralisme
Comme nous l’avons déjà dit, le réalisme constitue en principe un contrepoint au positivisme juridique et au jusmoralisme. Le réalisme ne se confondrait donc pas avec le positivisme juridique car il considère l’analyse des normes juridiques comme indifférente à la définition de ce qu’est le droit ; et cela contraste également avec le jusmoralisme en ce sens qu'il ne considère pas la moralité et la justice comme des facteurs indispensables dans la définition de ce qu'est le droit.
Cependant, plusieurs auteurs de doctrine – comme Carl J. Friedrich et Dimitri Dimoulis - considèrent que bien que le réalisme cherche à s'éloigner de la doctrine positiviste, il finit par avoir des points communs avec elle qui en font une branche de ce courant. En effet, comme dans le positivisme juridique, le réalisme nie l’existence d’éléments moraux et politiques dans le concept de droit ; par ailleurs, tous deux ont en commun l'idée que le droit se fonde sur le pouvoir – pour le positivisme juridique, ce pouvoir se manifeste par des normes juridiques émanant d'une autorité ; et pour le réalisme, à travers les décisions judiciaires rendues par le magistrat.

## Voir également
- Positivisme juridique